# فيكتور ميدينا (لاعب كرة قدم)
فيكتور ميدينا (بالإسبانية: Víctor Medina) هو لاعب كرة قدم بنمي في مركز الوسط، ولد في 18 فبراير 2001 في كولون في بنما. شارك مع منتخب بنما لكرة القدم. أما مع النوادي، فقد لعب مع ديبورتيفو سابريسا.

## وصلات خارجية
- Víctor Medina على موقع إي إس بي إن إف سي (الإنجليزية)
- Víctor Medina على موقع قاعدة بيانات كرة القدم.إي يو (الإنجليزية)
- Víctor Medina على موقع ناشيونال فوتبول تيمز (الإنجليزية)
- Víctor Medina على موقع Soccerbase.com (لاعب) (الإنجليزية)
- Víctor Medina على موقع Soccerway.com (الإنجليزية)
- Víctor Medina على موقع عالم كرة القدم.نت (الإنجليزية)